# Banská Štiavnica
 For alternative betydninger, se Banská Štiavnica (flertydig). (Se også artikler, som begynder med Banská Štiavnica)
Banská Štiavnica er en by i det centralige Slovakiet. Byen ligger i regionen Banská Bystrica. Den ligger kun 170 kilometer fra den slovakiske hovedstad  Bratislava. Byen har et areal på 46,74 km² og en befolkning på 9.628(2021) indbyggere.

## Eksterne links
- Officiel hjemmeside

- Wikimedia Commons har flere filer relateret til Banská Štiavnica